# Shin’ya Sasaki
Shin’ya Sasaki ist ein ehemaliger japanischer Skispringer.
Sasaki bestritt am 12. Januar 1980 sein einziges Springen im Skisprung-Weltcup. In seiner Heimat Sapporo erreichte er dabei mit dem 14. Platz zwei Weltcup-Punkte. Durch diese beiden Punkte belegte er am Ende der Weltcup-Saison 1979/80 gemeinsam mit František Novotný und Hubert Schwarz den 96. Platz in der Weltcup-Gesamtwertung.